# NGC 1135
NGC 1135 este o galaxie spirală situată în constelația Orologiul. A fost descoperită în 11 septembrie 1836 de către John Herschel.